# Резолюция Совета Безопасности ООН 40
Резолюция 40 Совета безопасности ООН предписывала Комитету добрых услуг следить за развитием политической ситуации в западной Яве и Мадуре, а также непрестанно сообщать о своих выводах Совету Безопасности.
Резолюция была принята восемью голосами «за» при воздержавшихся Аргентине, Украинской ССР и СССР.